# Кызылжар (городская администрация Актобе)
Кызылжар (каз. Қызылжар, до 1993 г. — Благодарное) — бывшее село в Актюбинской области Казахстана. Находилось в подчинении городской администрации Актобе. В 2018 году стало жилым массивом города Актобе в составе Алматинского административного района. Входило в состав Благодарного сельского округа. Находится примерно в 39 км к юго-востоку от центра города Актобе. Код КАТО — 151031380.

## Население
В 1999 году население села составляло 918 человек (457 мужчин и 461 женщина). По данным переписи 2009 года, в селе проживали 1322 человека (677 мужчин и 645 женщин).